# Chiastopsylla rossi
Chiastopsylla rossi är en loppart som först beskrevs av James Waterston 1909.  Chiastopsylla rossi ingår i släktet Chiastopsylla och familjen Chimaeropsyllidae. Inga underarter finns listade i Catalogue of Life.